# Dischistodus
Dischistodus là một chi cá biển thuộc phân họ Pomacentrinae nằm trong họ Cá thia. Những loài trong chi này được tìm thấy chủ yếu ở Tây Thái Bình Dương, thưa thớt hơn ở Đông Ấn Độ Dương.

## Từ nguyên
Từ định danh được ghép bởi 3 âm tiết trong tiếng Hy Lạp cổ đại: di (dís, "hai"), schisto (skhízō, "chia tách") và odus (odoús, "răng"), không rõ hàm ý. Bleeker (1877) cho rằng, do Gill hiểu sai về cấu tạo răng của loài điển hình D. fasciatus nên mới đặt tên Dischistodus cho chi này.

## Các loài
Có 7 loài được công nhận trong chi này, bao gồm:
- Dischistodus chrysopoecilus (Schlegel & Müller, 1839)
- Dischistodus darwiniensis (Whitley, 1928)
- Dischistodus fasciatus (Cuvier, 1830)
- Dischistodus melanotus (Bleeker, 1858)
- Dischistodus perspicillatus (Cuvier, 1830)
- Dischistodus prosopotaenia (Bleeker, 1852)
- Dischistodus pseudochrysopoecilus (Allen & Robertson, 1974)

## Sinh thái học
Thức ăn chủ yếu của Dischistodus là tảo. Chúng thường sống ở khu vực có nền đáy bùn hoặc cát, có thể được tìm thấy trong các đầm phá nông và rạn san hô ven bờ.

## Tham khảo

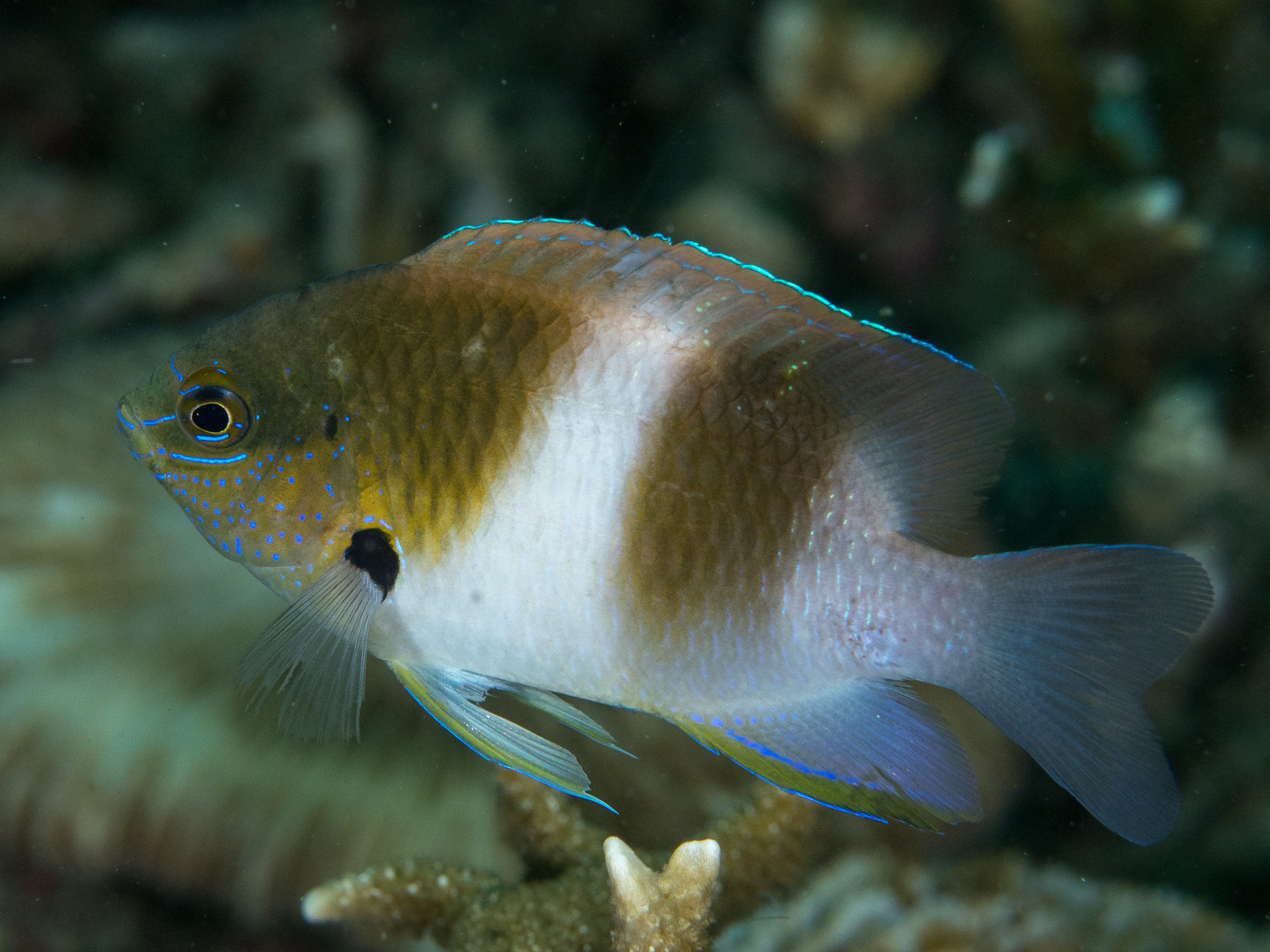
D. prosopotaenia (cá con đang lớn)